# Husby-Sjuhundra socken
Husby-Sjuhundra socken i Uppland ingick i Lyhundra härad till 1952 och i Sjuhundra härad därefter, ingår sedan 1971 i Norrtälje kommun och motsvarar från 2016 Husby-Sjuhundra distrikt. Socknens namn var före 1952 Husby-Lyhundra socken.
Socknens areal är 45,42 kvadratkilometer, varav 44,00 land. År 2000 fanns här 586 invånare. Godset Sundsta samt sockenkyrkan Husby-Sjuhundra kyrka ligger i socknen.  

## Administrativ historik
Husby-Lyhundra socken har medeltida ursprung och bar före 1 januari 1886 (ändring enligt beslut den 17 april 1885) namnet Husby socken. Innan ändringen hade dock bruket av namnet Husby-Lyhundra förekommit.
Vid kommunreformen 1862 övergick socknens ansvar för de kyrkliga frågorna till Husby(-Lyhundra) församling  och för de borgerliga frågorna till Husby(-Lyhundra) landskommun. Landskommunen uppgick 1952 i Sjuhundra landskommun som 1967 uppgick i Rimbo landskommun som 1971 uppgick i Norrtälje kommun. Vid överföringen av landskommunen 1952, överfördes ansvaret för området från Lyhundra härad till Sjuhundra härad, och en namnändring skedde av församlingen till Husby-Sjuhundra församling och socknen till Husby-Sjuhundra socken. Församlingen uppgick 2008 i Husby, Skederid och Rö församling.
1 januari 2016 inrättades distriktet Husby-Sjuhundra, med samma omfattning som församlingen hade 1999/2000.  
Socknen har tillhört län, fögderier, tingslag och domsagor enligt vad som beskrivs i artikeln Lyhundra härad. De indelta soldaterna tillhörde Livregementets dragonkår, Roslags skvadron. De indelta båtsmännen tillhörde Norra Roslags 2:a båtsmanskompani.

## Geografi
Socknen ligger väster om Norrtälje kring Norrtäljeån och sjön Lommarens västra del. Den är en slättbygd i norr och väster och skogsbygd i öster och söder.
I sockenområdet möts riksväg 77 och Europaväg 18 (E18).
Socknen avgränsas i norr av Lohärads socken, i öster av Malsta socken och Frötuna socken. I väster ligger Skederids socken och i söder Länna socken.

## Fornlämningar
Från bronsåldern finns spridda gravrösen. Från järnåldern finns 30 gravfält. 17 runristningar har påträffats vid kyrkan.

## Namnet
Namnet skrevs 1303 Husaby innehåller husaby, 'förvaltningsgård med förrådshus'.